# Fanorona
El fanorona (malgache: [fə̥ˈnurnə̥]) es un juego de mesa procedente de Madagascar, para un total de dos jugadores.

## Descripción
El fanorona consta de tres versiones estándar: Fanoron-Telo, Fanoron-Dimy y Fanoron-Tsivy. La única diferencia entre estas variantes es el tamaño del tablero de juego. El Fanoron-Telo se juega sobre un tablero de 3x3 casillas, y es de una dificultad similar al tres en raya. Por su parte, el Fanoron-Dimy se juega con un tablero de 5x5 casillas, y el Fanoron-Tsivy emplea uno de 9x5 casillas; este último es la versión más popular del juego. Para jugar son necesarias 22 fichas, blancas y negras, que se colocan en todos los puntos del tablero salvo en el centro. El objetivo del juego es capturar todas las fichas del oponente: cuando esto no se consigue, el juego queda en tablas. Para capturar fichas hay que acercar o alejar las propias fichas a las del rival, y viceversa.
El fanorona es uno de los juegos de mesa más populares en Madagascar. Según una versión de una leyenda local, un astrólogo había aconsejado al rey Ralambo que escogiese un sucesor fingiendo que estaba enfermo, en un momento en el que sus hijos se hallasen fuera de la capital; el primero de ellos que regresara a la capital heredaría el reino a la muerte de su padre. Cuando el mensajero real localizó al hijo mayor, el príncipe Andriantompokondrindra, este se hallaba enfrascado en una partida de fanorona, intentando ganar una situación de telo noho dimy (3 fichas contra 5 fichas), que es muy difícil de resolver. En consecuencia, su hermano menor, el príncipe Andrianjaka, fue quien llegó en primer lugar y obtuvo el derecho a suceder a Ralambo en el trono.

### Tablero
El tablero de fanorona está integrado por una serie de líneas e intersecciones, estas últimas marcadas por un círculo. La disposición de líneas e intersecciones forma una cuadrícula de 5 filas horizontales y nueve filas verticales, a semejanza de la tetraktys pitagórica. Cada línea representa el camino por el que se puede desplazar una ficha. Respecto a las intersecciones, estas se dividen en dos tipos: fuertes y débiles. En una intersección "débil", los únicos desplazamientos permitidos son horizontal y verticalmente, mientras que en una intersección "fuerte" se puede también mover en diagonal. Las fichas solo pueden moverse de una intersección a otra intersección adyacente, según lo permita el carácter "fuerte" o "débil" de la intersección en la que está situada cada ficha: las líneas que unen los círculos del tablero indican las posibilidades de movimiento.

### Reglas
Existen diversas variaciones de las reglas, de entre las cuales esta es la principal:
- Los jugadores se turnan para mover ficha, empezando el blanco.
- Hay dos tipos de movimiento: normal y de captura. Un movimiento "normal" (en el que no se produce ninguna captura), se denomina paika.
- Un movimiento paika consiste en mover una ficha por una línea hasta una intersección adyacente.
- Los movimientos de captura son obligatorios, y tienen preferencia sobre los movimientos paika.
- Una captura implica la eliminación de una o más fichas del oponente, en una de estas dos maneras:
  - Acercamiento: consiste en mover una ficha a una intersección cercana a la ficha del oponente; dicha intersección debe estar en la continuación de la línea de movimiento de la ficha que realiza la captura.
  - Alejamiento: la ficha que realiza la captura se desplaza a otra intersección desde una intersección adyacente a una ficha del oponente, alejándose de la ficha del rival pero manteniendo al mismo tiempo una línea de movimiento que permita capturarla.
- Cuando una ficha del rival es capturada, todas las fichas situadas en la misma línea de movimiento empleada en la captura pueden ser capturadas, pero solo si no hay espacios vacíos o fichas propias de por medio.
- Un movimiento de captura por acercamiento no puede simultanearse con un movimiento de captura por alejamiento, y viceversa; el jugador debe escoger uno de los dos.
- Al igual que en las damas inglesas, la ficha que captura puede realizar capturas sucesivas, con las siguientes restricciones:
  - La ficha no puede colocarse en la misma posición dos veces.
  - No está permitido mover dos veces seguidas en la misma dirección (para hacer una captura por alejamiento en primer lugar, y luego una captura por acercamiento), como parte de una secuencia de captura.
- Sin embargo, la continuación de la secuencia de captura es opcional, al contrario que en las damas inglesas.[5]
- El juego termina cuando un oponente captura todas las fichas del rival. Si ningún jugador puede lograr esto (por ejemplo, si el juego llega a una situación en la que ningún jugador puede atacar a otro sin debilitar su propia posición), entonces la partida queda en tablas.

## Análisis
Se puede calcular la complejidad del juego empleando 10 000 jugadores de poda alfa-beta. Los resultados indican que el fanorona tiene un tamaño del árbol de juego de 1046 y una complejidad del estado-espacio de 1021.
En 2007, el fanorona y sus variantes más pequeñas fueron resueltos matemáticamente. Para alcanzar un resultado de tablas (empate), hay que emplear los movimientos f2-e3A y d3-e3A.

## En la cultura popular
El fanorona aparece en el videojuego de 2012 Assassin's Creed III, cuyo protagonista ficticio Connor Kenway puede jugarlo contra otros personajes controlados por la inteligencia artificial del juego.